# Bánh mì dẹt

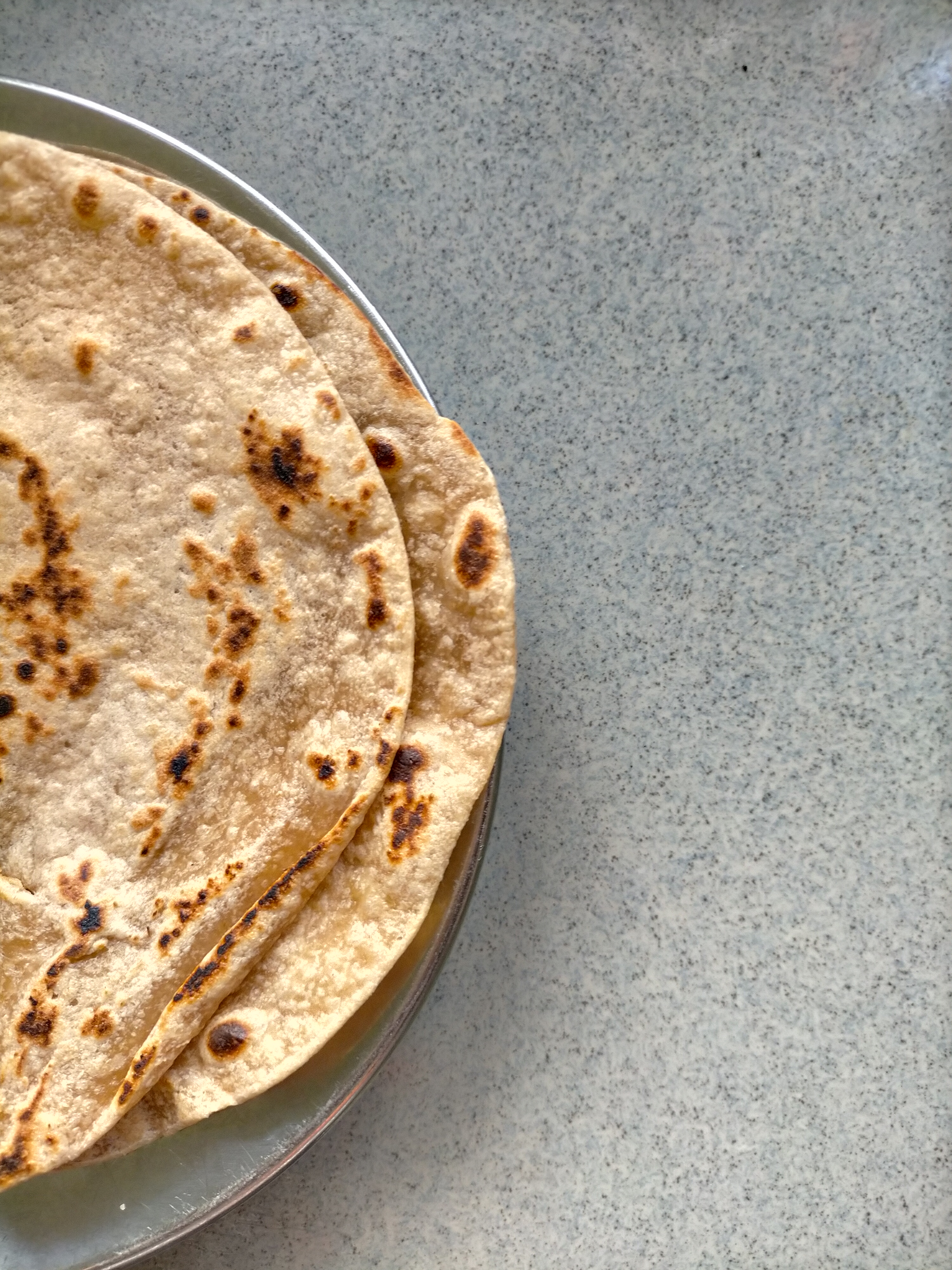
Chapati roti

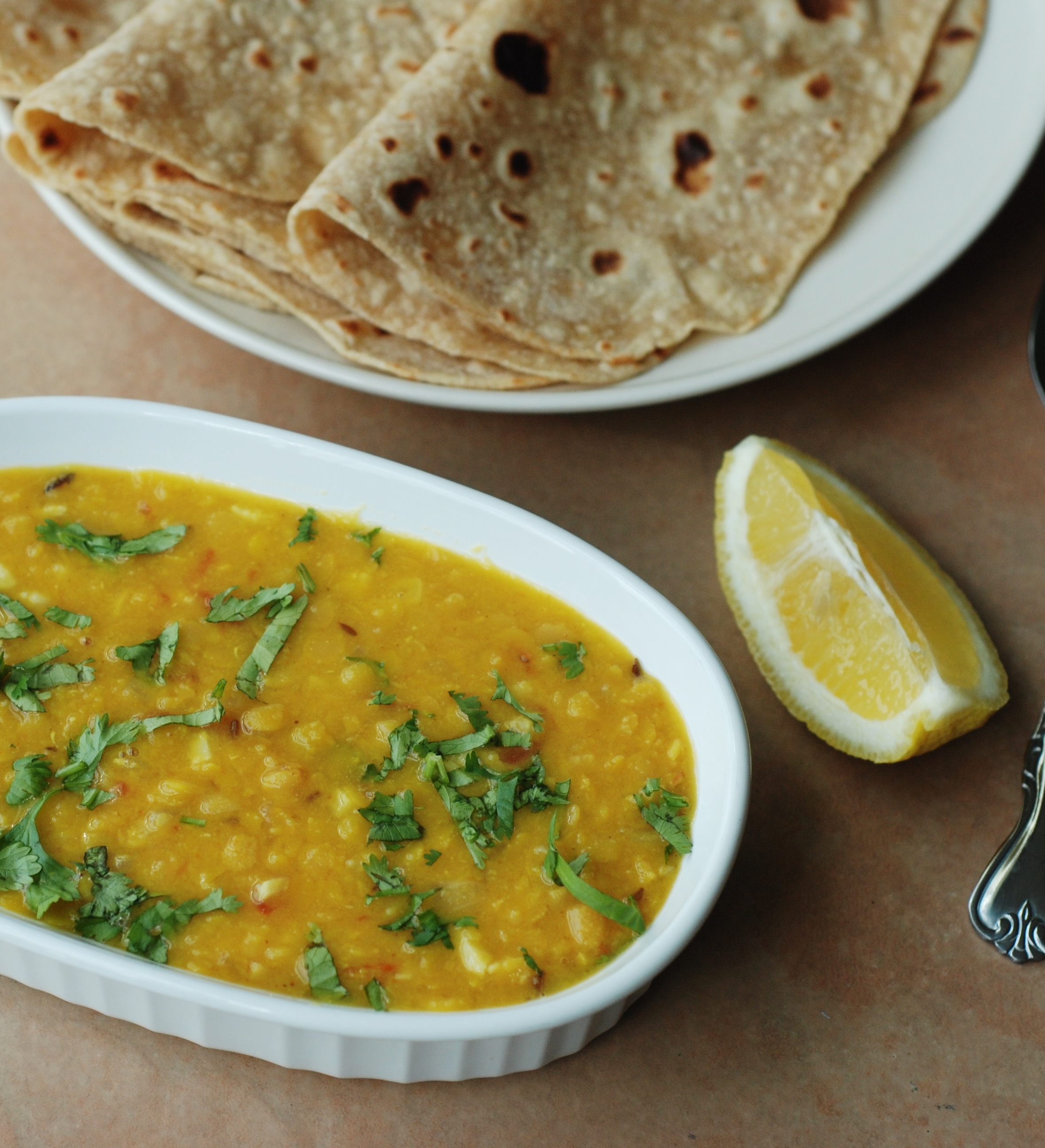
Bánh mì roti

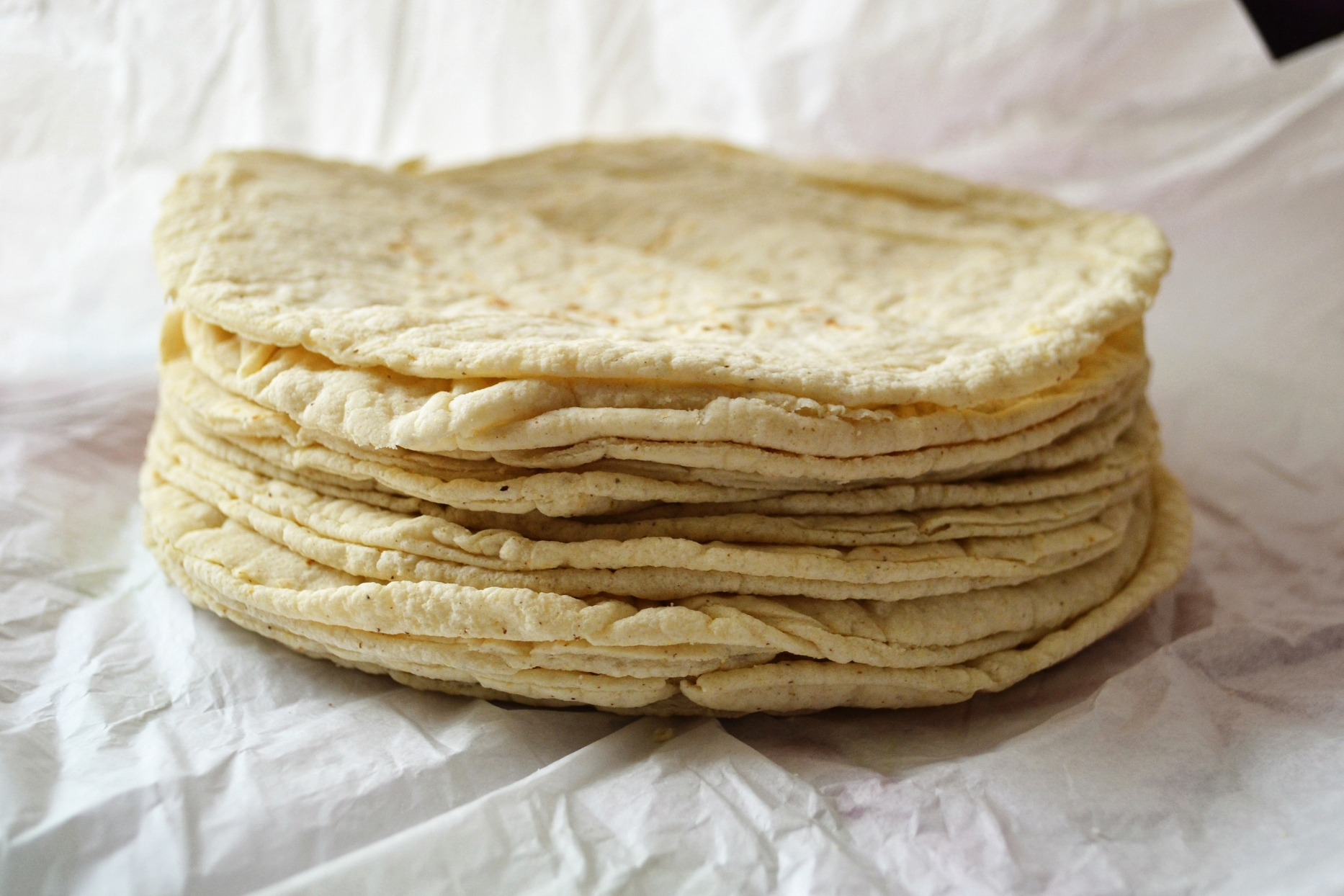
Bánh bột bắp Tortilla

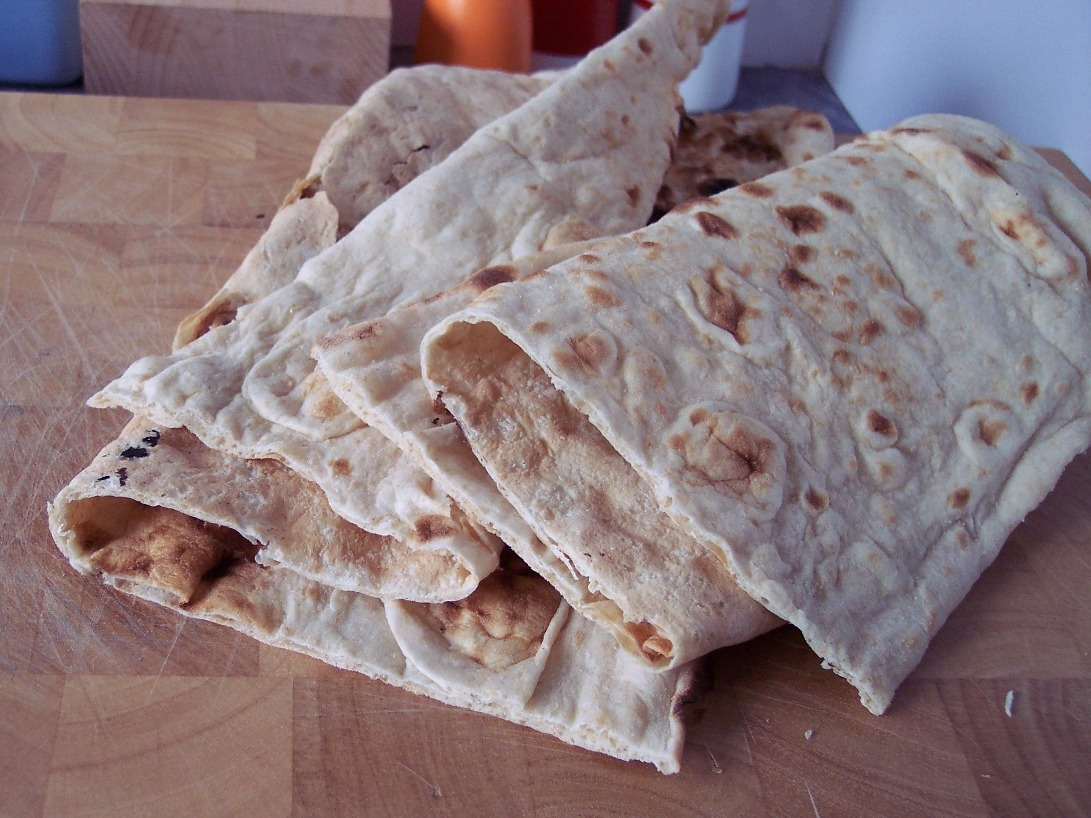
Nan là loại bánh mì A Phú Hãn

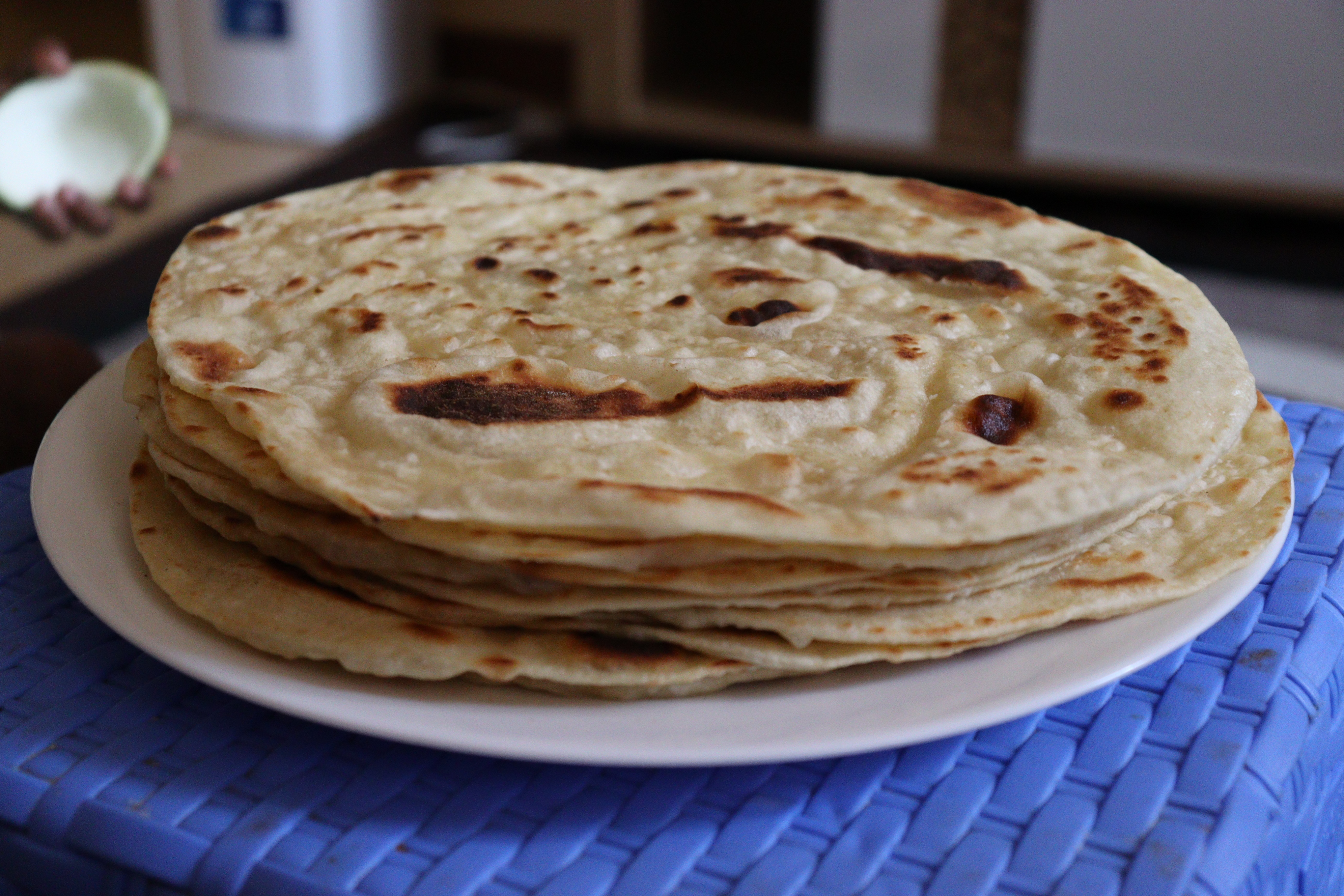
Chapati là loại bánh mì dẹt nướng phổ biến ở Nam Á

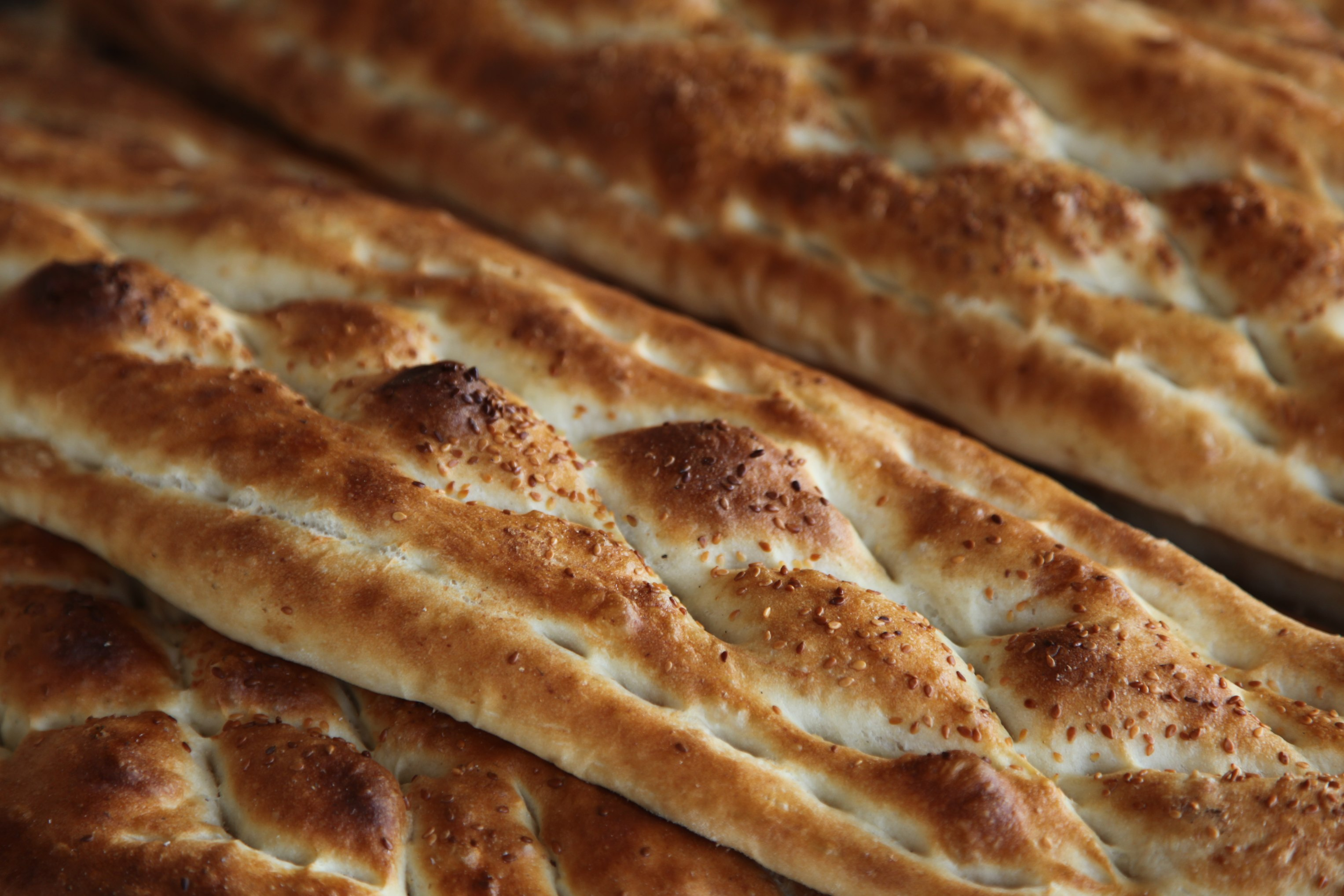
Pita

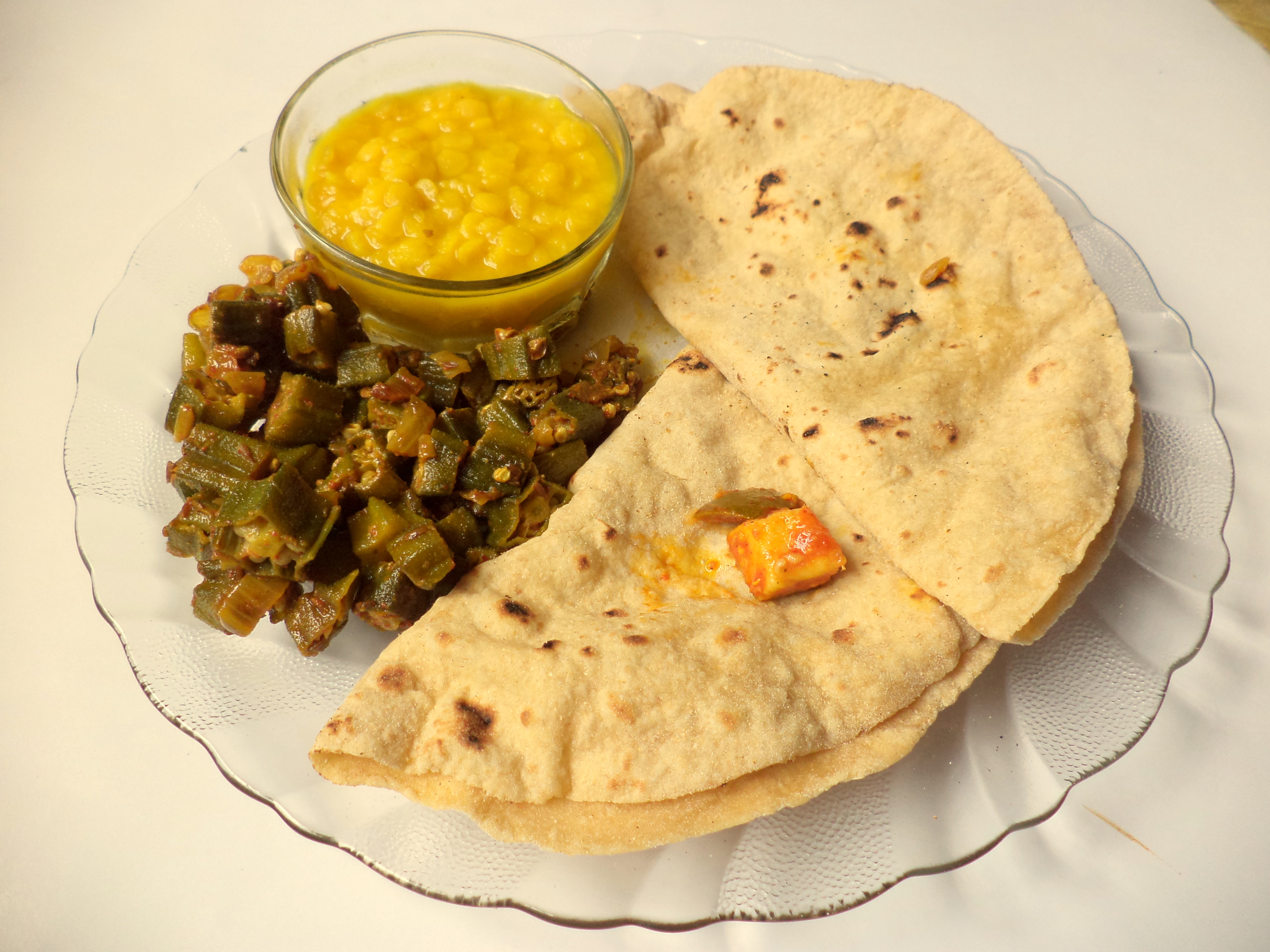
Roti bhindi

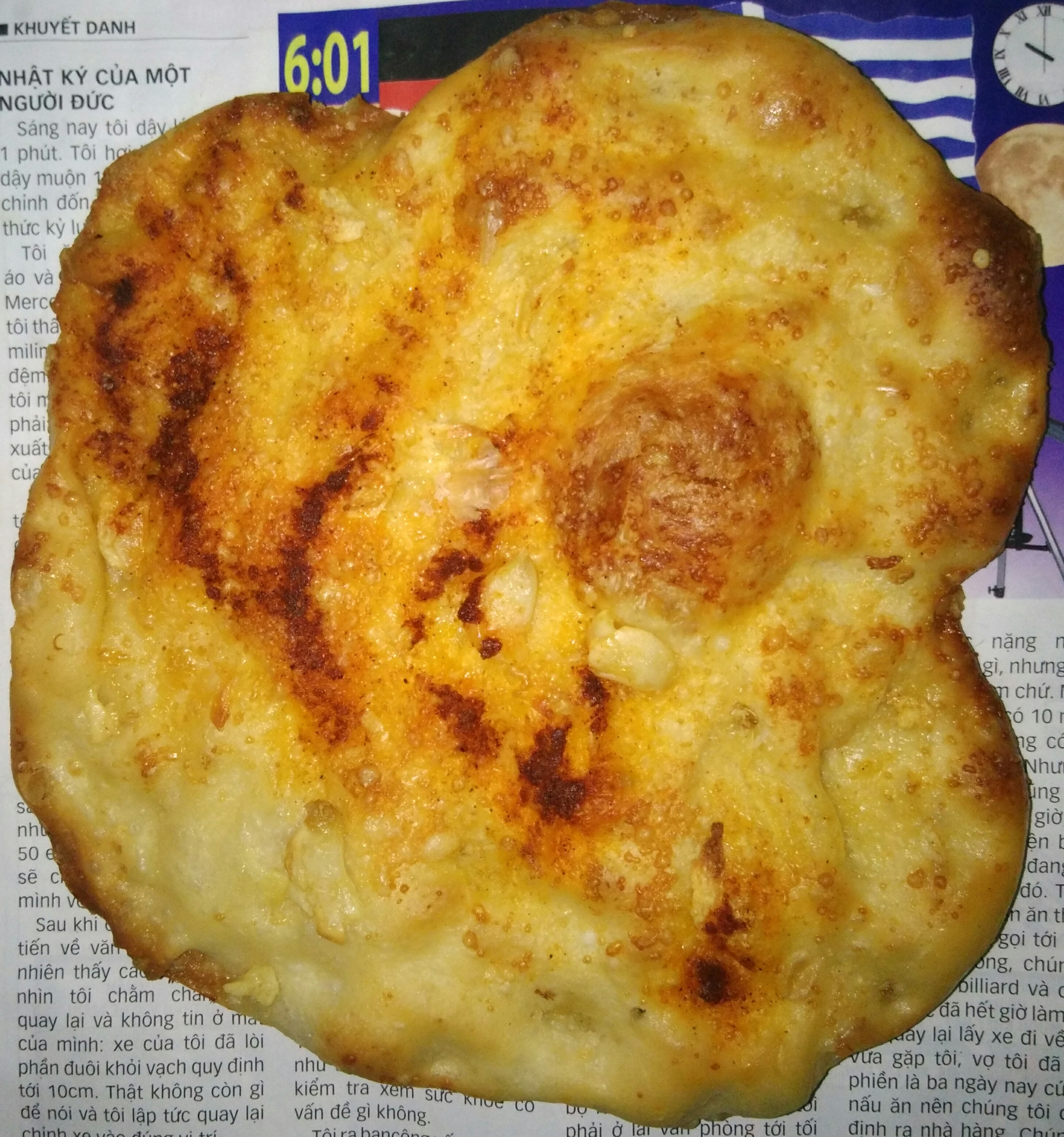
Bánh mì Naan tỏi ở Tân Phú

Bánh mì dẹt (Flatbread) là một loại bánh mì dạng dẹt (bẹt) làm bằng bột mì, nước, sữa, sữa chua hoặc các loại chất lỏng khác và muối, sau đó cán kỹ thành bột dẹt và mỏng hoặc dày tùy loại. Nhiều loại bánh mì dẹt không men, mặc dù một số loại có men, chẳng hạn như bánh pizza và bánh mì pita. Bánh mì dẹt có độ dày từ dưới một milimet đến vài centimet để có thể dễ dàng ăn mà không cần cắt lát. Chúng có thể được nướng trong lò, chiên trong dầu nóng, nướng trên than nóng, nấu trên chảo nóng, hoặc vỉ nướng kim loại, hoặc nướng trong lò đất (tandir) và sẽ ăn ngay hoặc đóng gói và đông lạnh để sử dụng sau. Bánh mì dẹt là một trong những thực phẩm thiết yếu ở vùng Trung Đông-Bắc Phi và vùng Nam Á.
Bánh mì dẹt là một trong những thực phẩm chế biến sớm nhất và bằng chứng về việc sản xuất chúng đã được tìm thấy tại các địa điểm cổ đại ở Lưỡng Hà (Mesopotamia), Ai Cập cổ đại và nền văn minh sông Ấn (Indus). Vào năm 2018, những mẩu bánh mì cháy thành than đã được tìm thấy tại một địa điểm Natufian có tên là Shubayqa 1 ở Jordan (ở Harrat ash Shaam, Sa mạc Đen) có niên đại khoảng 12.400 TCN tức khoảng 4.000 năm trước khi bắt đầu của nông nghiệp trong khu vực. Phân tích cho thấy rằng chúng có thể là từ bánh mì dẹt chứa lúa mạch, lúa mì, yến mạch và Bolboschoenus glaucus (một loại cây bấc). Lò đất sét nguyên thủy (tandir) được sử dụng để nướng bánh mì dẹt không men đã phổ biến ở Anatolia trong thời kỳ Seljuk và Ottoman và đã được tìm thấy tại các địa điểm khảo cổ phân bố khắp Trung Đông. Ngày nay, văn hóa của cách nướng bánh mì truyền thống đang thay đổi với thế hệ trẻ, đặc biệt là với những người sống ở các thị trấn ưa thích những tiện nghi hiện đại

## Các loại
- Aloo paratha
- Akki rotti
- Appam
- Bakarkhani
- Bhakri
- Bhatura
- Chapati
- Chili parotha
- Chikkolee
- Dhebra
- Dosa
- Gobi paratha
- Jolada rotti
- Kalai roti
- Kaak
- Kachori
- Kothu parotta
- Kulcha
- Luchi
- Makki di roti
- Mughlai paratha
- Pathiri
- Naan
- Paratha
- Parotta
- Pesarattu
- Phulka
- Poli
- Pol roti
- Puri
- Ragi rotti
- Paan
- Roti
- Rumali roti
- Sheermal
- Taftan
- Nan
- Bolani
- Obi Non
- Shelpek
- Tandoor-nan
- Tapansha
- Taba nan
- Barbari
- Bataw
- Bazlama
- Chapati
- Eish merahrah
- Gözleme
- Gurassa
- Harcha
- Injera
- Khebz
- Khubz
- Khubz Asmr
- Khubz al-Jamri
- Kisra
- Lahoh
- Lavash
- Malooga
- Markook
- Matnakash
- Matzo
- Mulawah
- M'lawi
- Murr
- Muufo
- Ngome
- Pita
- Pogača
- Sabaayad
- Saj
- Sangak
- Taftan
- Yufka
- Taboon
- Bánh Thánh
- Pizza
- Tortilla
- Bánh hành